# Juan Pablo Guzmán
Juan Pablo Guzmán (ur. 29 stycznia 1981 w Buenos Aires) – argentyński tenisista.

## Kariera tenisowa
Zawodowym tenisistą Guzmán był w latach 1999–2010.
W grze pojedynczej jest triumfatorem 3 imprez rangi ATP Challenger Tour. W deblu wygrał 1 turniej rangi ATP World Tour oraz 5 zawodów ATP Challenger Tour.
W rankingu gry pojedynczej najwyżej był na 100. miejscu (25 czerwca 2007), a w klasyfikacji gry podwójnej na 86. pozycji (19 listopada 2007).

### Finały w turniejach ATP World Tour
| Legenda                                      |
| -------------------------------------------- |
| Wielki Szlem                                 |
| Igrzyska olimpijskie                         |
| Tennis Masters Cup / ATP Finals              |
| ATP Masters Series / ATP Tour Masters 1000   |
| ATP International Series Gold / ATP Tour 500 |
| ATP International Series / ATP Tour 250      |

#### Gra podwójna (1–0)
| Końcowy wynik | Nr | Data          | Turniej    | Nawierzchnia | Partner              | Przeciwnicy               | Wynik finału |
| ------------- | -- | ------------- | ---------- | ------------ | -------------------- | ------------------------- | ------------ |
| Zwycięzca     | 1. | 22 lipca 2007 | Amersfoort | Ceglana      | Juan Pablo Brzezicki | Robin Haase Rogier Wassen | 6:2, 6:0     |